# Gara Gatwick Airport
Gara Gatwick Airport este o gară care deservește Aeroportul Londra Gatwick din West Sussex, Anglia. Se află pe Magistrala Brighton, la 42,8 km de London Bridge via Redhill. Peroanele sunt situate la aproximativ 70 de metri la est de terminalul de sud al aeroportului; casa de bilete este poziționată la nivelul superior, deasupra peroanelor. Ca număr de pasageri intrați și ieșiți din gară, între aprilie 2010 și martie 2011, a fost a zecea cea mai aglomerată gară din afara Londrei și cea mai aglomerată gară dedicată unui aeroport din Marea Britanie. Au existat două gări Gatwick amplasate la aproximativ 1,4 km una de alta.
Trenurile care opresc aici sunt operate de către Gatwick Express, Southern, Thameslink și Great Western Railway. Atunci când este privită din aer (sau în imagini din satelit), pe acoperișul actualei clădiri a gării se poate observa logoul British Rail. Între sfârșitul anului 2010 și începutul anului 2014, mai multe noi facilități au fost construite la gară, una din cele mai importante fiind peronul 7. Lucrările efectuate în această perioadă au inclus înnoirea infrastructurii și renovarea atriumului. Gara a fost anterior una din cele 18 din Regatul Unit care erau administrate de către proprietarul infrastructurii feroviare Network Rail. În 2012, administrarea a fost transferată către Southern, iar în prezent este administrată de Gatwick Express. În mai 2018, gara Gatwick Airport a fost numită a doua cea mai puțin populară gară majoră din Marea Britanie.

## Programe de reabilitare
Pe 13 octombrie 2010, un proiect în valoare de 53 de milioane de lire a fost anunțat pentru dezvoltarea gării. Această inițiativă a oferit un peron suplimentar, capabil să deservească trenuri de 12 vagoane, renovarea atriumului, precum și diverse îmbunătățiri ale căilor ferate și semnalelor adiacente. Au fost instalate noi scări rulante și lifturi pe peroanele 5 și 6, înlocuind scara existentă și astfel îmbunătățind fluxul de pasageri. Odată finalizat, programul a dus la îmbunătățirea capacității și flexibilității pe Magistrala Brighton. Proiectul a fost finanțat de către Network Rail, care a contribuit cu 44,9 milioane de lire, și Aeroportul Gatwick, care a furnizat 7,9 milioane de lire. Lucrările au fost structurate astfel încât să evite afectarea jocurilor Paralimpice de Vară din 2012, care au fost găzduit de Marea Britanie.
Pe 3 februarie 2014, finalizarea oficială a proiectului a fost marcat printr-o ceremonie oficiată de Ministrul de Stat pentru Transport Baroneasa Kramer, care a deschis în mod oficial noul peron. Potrivit surselor, proiectul a fost finalizat la timp și conform bugetului inițial, în ciuda unor factori care au afectat proiectul, sub formă de condiții meteorologice extreme întâlnite în iarna 2013/2014.